# 오스틴 파워: 골드멤버
《오스틴 파워 3: 골드멤버》(영어: Austin Powers in Goldmember)는 2002년 개봉한 미국의 첩보 코미디 영화이다. 《오스틴 파워: 제로》(1997), 《오스틴 파워: 나를 쫓아온 스파이》(1999)의 속편이다. 전편들과 마찬가지로 제이 로치가 연출하고 마이크 마이어스가 각본과 주인공 오스틴 파워스를 맡았다. 비욘세 놀스의 극장용 영화 데뷔작이다.
2002년도 미국 내 전체 흥행 7위를 차지하였다.

## 줄거리
온몸이 금으로 이루어진 골드멤버를 영입하여 막강해진 닥터 이블은 오스틴의 아버지 나이절 파워스를 납치하고, 골드멤버가 개발한 트랙터 빔과 인공위성으로 남극 얼음을 녹여 지구를 물에 잠기게 하려는 음모를 꾸민다.

## 출연진
- 마이크 마이어스 - 오스틴 파워스 (영국 비밀 요원) / 닥터 이블 / 골드멤버 / 팻 배스터드 역
- 비욘세 놀스 - 폭시 클리어패트라 역: FBI 정예 요원.
- 마이클 요크 - 배질 엑스퍼지션 역
- 마이클 케인 - 나이절 파워스 역
- 로버트 와그너 - 넘버 2 역
  - 롭 로 - 중년 넘버 2 역
- 세스 그린 - 스콧 이블 역
- 번 트로이어 - 미니미 역
- 민디 스털링 - 프라우 파비시나 역
- 프레드 새비지 - 넘버 3 / 내부 스파이 역
- 브라이언 티 - 고지라를 닮은 조형물을 피해 도망치는 보행자 역
- 마시 오카 - 고지라를 닮은 조형물을 피해 도망치는 보행자 2 역
- 클린트 하워드 - 레이더 기사 존슨 리터 역
- 마이클 맥도널드 - 근위병 역
- 그레그 그런버그 - 상반신을 탈의하고 배에 T자 칠을 한 팬 역
- 킹가 필립스 - 파워스 부인 역
- 레이철 로버츠 - 모델 역
- 수재나 홉스 - 질리언 섀그웰 역
- 캐리 앤 이나바 - 푹 유 역
- 다이앤 미조타 - 푹 미 역
- 톰 리스터 주니어 - 재소자 2 역
- 크리스틴 존스턴 - 오스틴의 거주지에서 춤추는 여성 역 (크레디트 미기재)
- 지넷 찰스 - 엘리자베스 2세 역

카메오
- 톰 크루즈 - 본인 (영화 속 영화 〈오스틴푸시〉의 오스틴 파워스 역 배우) 역
- 대니 더비토 - 본인 (오스틴푸시의 미니미 역 배우) 역
- 귀네스 팰트로 - 본인 (오스틴푸시의 딕시 노머스 역 배우) 역
- 케빈 스페이시 - 본인 (오스틴푸시의 닥터 이블 역 배우) 역
- 존 트러볼타 - 본인 (오스틴푸시의 골드멤버 역 배우) 역
- 스티븐 스필버그 - 본인 (오스틴푸시의 감독) 역
- 퀸시 존스 - 본인 역
- 브리트니 스피어스 - 본인의 펨봇 버전 / 본인 역
- 도나 데리코 - 과일 노점상 역
- 프레드 스톨러 - 노점상이 파는 멜론을 보고 말을 거는 남자 역
- 오지 오즈번 - 본인 역
- 샤론 오즈번 - 본인 역
- 켈리 오즈번 - 본인 역
- 잭 오즈번 - 본인 역
- 버트 배커랙 - 본인 역
- 네이선 레인 - 디스코장에서 만나는 의문의 남성 역
- 케이티 커릭 - 조지아주 교도소 간수 역
- 스콧 오커먼 - 나이절 파워스 역 (과거 회상 장면)

## 기타 제작진
- 공동 제작: 그레그 테일러
- 배역: 주얼 베스트럽, 진 매카시
- 미술: 러스티 스미스
- 의상: 디나 어펠